# Madieae
Madieae Jeps., 1901 è una tribù di piante spermatofite dicotiledoni della famiglia delle Asteraceae (sottofamiglia Asteroideae).

## Etimologia
Il nome di questa tribù deriva dal suo genere tipo (Madia Molina) che a sua volta deriva dal nome nativo cileno ("madi").
Il nome scientifico è stato definito per la prima volta dal botanico californiano Willis Linn Jepson (1867 - 1946) in una pubblicazione del 1901.

## Descrizione
La tribù comprende specie erbacee (annuali o perenni), arbustive, arboree e rampicanti.
Le foglie lungo il caule sono disposte in modo opposto, alternato o verticillato; normalmente sono sessili con lamine da strettamente lineari a ovate, oblanceolate oppure spatolate o ellittiche, raramente sono deltate; il contorno è intero o dentato oppure pennato. Sulla superficie sono presenti tricomi ghiandolari dalla struttura molto semplice nella maggior parte dei generi, ma che in taluni generi, p.es. Calycadenia e Holocarpha si sono evoluti in strutture relativamente complesse. Tali strutture sono il sito di sintesi di sostanze aromatiche, quali i terpeni.
L'infiorescenza è formata da capolini radiati o discoidi (raramente disciformi), sia raccolti in formazioni corimbose, panicolate o racemose che terminali solitari. I capolini sono formati da un involucro composto da squame (o brattee) disposte in modo embricato al cui interno un ricettacolo fa da base ai fiori ligulati periferici o fiori del raggio e ai fiori tubulosi quelli centrali o del disco. L'involucro ha delle forme da cilindriche a globose. Le squame sono disposte in 1–2 serie (raramente in 3–4 o più serie), sono subuguali oppure raramente sono scalate in altezza con forme da piatte a conduplicate; hanno consistenza erbacea e possono essere libere o connate. La forma del ricettacolo può essere da piatta a conica, può essere glabro o da setoloso a villoso ed è del tutto privo di pagliette (a protezione della base dei fiori) oppure solo parzialmente con pagliette.
- Fiori: i fiori sono tetraciclici (a cinque verticilli: calice – corolla – androceo – gineceo) e pentameri (ogni verticillo ha 5 elementi). I fiori esterni (quelli del raggio) sono femminili o raramente neutri. I fiori del disco sono ermafroditi o funzionalmente maschili.

- Formula fiorale: per queste piante viene indicata la seguente formula fiorale:

* K 0/5, C (5), A (5), G (2), infero, achenio
- Calice: il calice è ridotto ad una coroncina di squame.

- Corolla: le corolle dei fiori del raggio sono colorate dal bianco al giallo e usualmente sono trilobate con simmetria zigomorfa, con superfici glabre o pubescenti; i fiori del disco hanno le corolle gialle e sono pentalobate, in alcuni casi sono tetramere, con simmetria actinomorfa (raramente è zigomorfa) con superfici glabre, pubescenti o ghiandolose.

- Androceo: l'androceo è formato da 5 stami con filamenti liberi e antere saldate in un manicotto circondante lo stilo. Le antere sono da opache, gialle, marroni o rossicce a nero-purpuree.

- Gineceo: il gineceo ha un ovario uniloculare infero formato da due carpelli.. Lo stilo è unico e con due stigmi nella parte apicale. Gli stigmi sono da stretti ad ampi con apici da troncati o ottusi a deltati o subulati, raramente sono deltato-acuminati, e con appendici corte. Le lignee stigmatiche sono parallele e marginali.

I frutti sono acheni dotati di uno strato di fitomelanina, con pappo formato da squame o setole, talora assente. La forma degli acheni è da fusiforme o clavata a obovata o obpiramidale. Sono inoltre compressi. Gli acheni dei fiori del raggio sono spesso racchiusi in involucri bratteali, risultando così separati dai fiori del disco. Tale struttura del capolino, con fiori del disco racchiusi entro un cerchio di brattee e fiori del raggio ciascuno circondato da una brattea, è un carattere distintivo della tribù.

## Tassonomia
La famiglia di appartenenza del genere (Asteraceae o Compositae, nomen conservandum) è la più numerosa del mondo vegetale, comprende oltre 23000 specie distribuite su 1535 generi (22750 specie e 1530 generi secondo altre fonti).  La sottofamiglia Asteroideae è una delle 12 sottofamiglie nella quale è stata suddivisa la famiglia Asteraceae, mentre Madieae è una delle 21 tribù della sottofamiglia. La tribù Madieae a sua volta è suddivisa in 5 sottotribù.

### Filogenesi
La maggior parte dei generi oggi attribuiti alla tribù Madieae erano tradizionalmente collocati nella sottotribù Madiinae della tribù delle Heliantheae. Tradizionalmente nel raggruppamento venivano inclusi alcuni generi presenti nella regione californiana, i generi hawaiiani Argyroxiphium, Dubautia e Wilkesia, ed il genere Raillardella, precedentemente incluso nelle Senecioneae.
Più recentemente le Madiinae sono state correlate ad altri generi tradizionalmente inclusi nelle Heliantheae (Eriophyllum, Hulsea, Lasthenia e Venegasia) e nelle Senecioneae (Arnica); le sottotribù Madiinae, Arnicinae, Baeriinae, Hulseinae e Venegasiinae sono state così accomunate all'interno della tribù Madieae. Assieme a Bahieae, Coreopsideae, Chaenactideae, Millerieae, Neurolaeneae, Perityleae, Polymnieae, Heliantheae sensu stricto, Tageteae ed Eupatorieae formano il clade Phytomelanic cipsela, caratterizzato dalla presenza nella cipsela di uno strato di fitomelanina.

I rapporti filogenetici tra le varie tribù di tale raggruppamento sono illustrati dal seguente cladogramma:
|  | \| \| Bahieae \| \| \| \| \| \| Chaenactideae \| \| \| \| |
|  |                                                           |
|  | Tageteae                                                  |
|  |                                                           |
|  | Bahieae                                                   |
|  |                                                           |
|  | Chaenactideae                                             |
|  |                                                           |

|  | Bahieae       |
|  |               |
|  | Chaenactideae |
|  |               |

|  | \| \| Bahieae \| \| \| \| \| \| Chaenactideae \| \| \| \| |
|  |                                                           |
|  | Tageteae                                                  |
|  |                                                           |
|  | Bahieae                                                   |
|  |                                                           |
|  | Chaenactideae                                             |
|  |                                                           |

|  | Bahieae       |
|  |               |
|  | Chaenactideae |
|  |               |

|  | Madieae                                                    |
|  |                                                            |
|  | \| \| Perityleae \| \| \| \| \| \| Eupatorieae \| \| \| \| |
|  |                                                            |
|  | Perityleae                                                 |
|  |                                                            |
|  | Eupatorieae                                                |
|  |                                                            |

|  | Perityleae  |
|  |             |
|  | Eupatorieae |
|  |             |

|  | Madieae                                                    |
|  |                                                            |
|  | \| \| Perityleae \| \| \| \| \| \| Eupatorieae \| \| \| \| |
|  |                                                            |
|  | Perityleae                                                 |
|  |                                                            |
|  | Eupatorieae                                                |
|  |                                                            |

|  | Perityleae  |
|  |             |
|  | Eupatorieae |
|  |             |

|  | Madieae                                                    |
|  |                                                            |
|  | \| \| Perityleae \| \| \| \| \| \| Eupatorieae \| \| \| \| |
|  |                                                            |
|  | Perityleae                                                 |
|  |                                                            |
|  | Eupatorieae                                                |
|  |                                                            |

|  | Perityleae  |
|  |             |
|  | Eupatorieae |
|  |             |

|  | Madieae                                                    |
|  |                                                            |
|  | \| \| Perityleae \| \| \| \| \| \| Eupatorieae \| \| \| \| |
|  |                                                            |
|  | Perityleae                                                 |
|  |                                                            |
|  | Eupatorieae                                                |
|  |                                                            |

|  | Perityleae  |
|  |             |
|  | Eupatorieae |
|  |             |

|  | \| \| Bahieae \| \| \| \| \| \| Chaenactideae \| \| \| \| |
|  |                                                           |
|  | Tageteae                                                  |
|  |                                                           |
|  | Bahieae                                                   |
|  |                                                           |
|  | Chaenactideae                                             |
|  |                                                           |

|  | Bahieae       |
|  |               |
|  | Chaenactideae |
|  |               |

|  | \| \| Bahieae \| \| \| \| \| \| Chaenactideae \| \| \| \| |
|  |                                                           |
|  | Tageteae                                                  |
|  |                                                           |
|  | Bahieae                                                   |
|  |                                                           |
|  | Chaenactideae                                             |
|  |                                                           |

|  | Bahieae       |
|  |               |
|  | Chaenactideae |
|  |               |

|  | Madieae                                                    |
|  |                                                            |
|  | \| \| Perityleae \| \| \| \| \| \| Eupatorieae \| \| \| \| |
|  |                                                            |
|  | Perityleae                                                 |
|  |                                                            |
|  | Eupatorieae                                                |
|  |                                                            |

|  | Perityleae  |
|  |             |
|  | Eupatorieae |
|  |             |

|  | Madieae                                                    |
|  |                                                            |
|  | \| \| Perityleae \| \| \| \| \| \| Eupatorieae \| \| \| \| |
|  |                                                            |
|  | Perityleae                                                 |
|  |                                                            |
|  | Eupatorieae                                                |
|  |                                                            |

|  | Perityleae  |
|  |             |
|  | Eupatorieae |
|  |             |

|  | Madieae                                                    |
|  |                                                            |
|  | \| \| Perityleae \| \| \| \| \| \| Eupatorieae \| \| \| \| |
|  |                                                            |
|  | Perityleae                                                 |
|  |                                                            |
|  | Eupatorieae                                                |
|  |                                                            |

|  | Perityleae  |
|  |             |
|  | Eupatorieae |
|  |             |

|  | Madieae                                                    |
|  |                                                            |
|  | \| \| Perityleae \| \| \| \| \| \| Eupatorieae \| \| \| \| |
|  |                                                            |
|  | Perityleae                                                 |
|  |                                                            |
|  | Eupatorieae                                                |
|  |                                                            |

|  | Perityleae  |
|  |             |
|  | Eupatorieae |
|  |             |

|  | \| \| Bahieae \| \| \| \| \| \| Chaenactideae \| \| \| \| |
|  |                                                           |
|  | Tageteae                                                  |
|  |                                                           |
|  | Bahieae                                                   |
|  |                                                           |
|  | Chaenactideae                                             |
|  |                                                           |

|  | Bahieae       |
|  |               |
|  | Chaenactideae |
|  |               |

|  | \| \| Bahieae \| \| \| \| \| \| Chaenactideae \| \| \| \| |
|  |                                                           |
|  | Tageteae                                                  |
|  |                                                           |
|  | Bahieae                                                   |
|  |                                                           |
|  | Chaenactideae                                             |
|  |                                                           |

|  | Bahieae       |
|  |               |
|  | Chaenactideae |
|  |               |

|  | Madieae                                                    |
|  |                                                            |
|  | \| \| Perityleae \| \| \| \| \| \| Eupatorieae \| \| \| \| |
|  |                                                            |
|  | Perityleae                                                 |
|  |                                                            |
|  | Eupatorieae                                                |
|  |                                                            |

|  | Perityleae  |
|  |             |
|  | Eupatorieae |
|  |             |

|  | Madieae                                                    |
|  |                                                            |
|  | \| \| Perityleae \| \| \| \| \| \| Eupatorieae \| \| \| \| |
|  |                                                            |
|  | Perityleae                                                 |
|  |                                                            |
|  | Eupatorieae                                                |
|  |                                                            |

|  | Perityleae  |
|  |             |
|  | Eupatorieae |
|  |             |

|  | Madieae                                                    |
|  |                                                            |
|  | \| \| Perityleae \| \| \| \| \| \| Eupatorieae \| \| \| \| |
|  |                                                            |
|  | Perityleae                                                 |
|  |                                                            |
|  | Eupatorieae                                                |
|  |                                                            |

|  | Perityleae  |
|  |             |
|  | Eupatorieae |
|  |             |

|  | Madieae                                                    |
|  |                                                            |
|  | \| \| Perityleae \| \| \| \| \| \| Eupatorieae \| \| \| \| |
|  |                                                            |
|  | Perityleae                                                 |
|  |                                                            |
|  | Eupatorieae                                                |
|  |                                                            |

|  | Perityleae  |
|  |             |
|  | Eupatorieae |
|  |             |

|  | \| \| Bahieae \| \| \| \| \| \| Chaenactideae \| \| \| \| |
|  |                                                           |
|  | Tageteae                                                  |
|  |                                                           |
|  | Bahieae                                                   |
|  |                                                           |
|  | Chaenactideae                                             |
|  |                                                           |

|  | Bahieae       |
|  |               |
|  | Chaenactideae |
|  |               |

|  | \| \| Bahieae \| \| \| \| \| \| Chaenactideae \| \| \| \| |
|  |                                                           |
|  | Tageteae                                                  |
|  |                                                           |
|  | Bahieae                                                   |
|  |                                                           |
|  | Chaenactideae                                             |
|  |                                                           |

|  | Bahieae       |
|  |               |
|  | Chaenactideae |
|  |               |

|  | Madieae                                                    |
|  |                                                            |
|  | \| \| Perityleae \| \| \| \| \| \| Eupatorieae \| \| \| \| |
|  |                                                            |
|  | Perityleae                                                 |
|  |                                                            |
|  | Eupatorieae                                                |
|  |                                                            |

|  | Perityleae  |
|  |             |
|  | Eupatorieae |
|  |             |

|  | Madieae                                                    |
|  |                                                            |
|  | \| \| Perityleae \| \| \| \| \| \| Eupatorieae \| \| \| \| |
|  |                                                            |
|  | Perityleae                                                 |
|  |                                                            |
|  | Eupatorieae                                                |
|  |                                                            |

|  | Perityleae  |
|  |             |
|  | Eupatorieae |
|  |             |

|  | Madieae                                                    |
|  |                                                            |
|  | \| \| Perityleae \| \| \| \| \| \| Eupatorieae \| \| \| \| |
|  |                                                            |
|  | Perityleae                                                 |
|  |                                                            |
|  | Eupatorieae                                                |
|  |                                                            |

|  | Perityleae  |
|  |             |
|  | Eupatorieae |
|  |             |

|  | Madieae                                                    |
|  |                                                            |
|  | \| \| Perityleae \| \| \| \| \| \| Eupatorieae \| \| \| \| |
|  |                                                            |
|  | Perityleae                                                 |
|  |                                                            |
|  | Eupatorieae                                                |
|  |                                                            |

|  | Perityleae  |
|  |             |
|  | Eupatorieae |
|  |             |

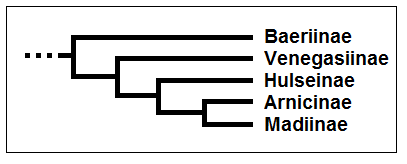
Cladogramma della tribù

Da un punto di vista filogenetico la tribù è monofiletica con la sottotribù Baeriinae in posizione basale e “gruppo fratello” del resto della tribù formato in posizione via via sempre più nidificata dalle sottotribù Venegasiinae - Hulseinae - Arnicinae. Il "core" del gruppo è rappresentato dalla sottotribù Madiinae che è anche la più numerosa.
Il cladogramma a lato tratto dalla pubblicazione citata dimostra l'attuale conoscenza filogenetica della tribù.

### Composizione della tribù
La tribù comprende 5 sottotribù, 36 generi e oltre 200 specie:
 Sottotribù Arnicinae 
Comprende 1 genere e 33 specie:
- Arnica L., 1753  (33 spp.)

 Sottotribù Baeriinae 
Comprende 8 generi e 46 specie:
- Amblyopappus Hook. & Arn. (1 sp.)
- Baeriopsis J.T.Howell (1 sp.)
- Constancea B.G.Baldwin (1 sp.)
- Eriophyllum Lag. (14 spp.)
- Lasthenia Cass. (19 spp.)
- Monolopia DC. (5 spp.)
- Pseudobahia (A.Gray) Rydb. (3 spp.)
- Syntrichopappus A.Gray (2 spp.)

 Sottotribù Hulseinae 
Comprende 2 generi e 8 specie:
- Eatonella A.Gray (1 sp.)
- Hulsea Torr. & A.Gray (7 spp.)

 Sottotribù Madiinae 
Comprende 24 generi e 121 specie:
- Achyrachaena  Schauer, 1837  (1 sp.)
- Adenothamnus  D.D. Keck, 1935  (1 sp.)
- Anisocarpus  Nutt., 1841  (2 spp.)
- Argyroxiphium  DC., 1836  (5 spp.)
- Blepharipappus  Hook., 18405  (1 sp. )
- Blepharizonia  (A. Gray) Greene, 1885  (2 spp.)
- Calycadenia DC., 1836  (10 spp.)
- Carlquistia  B.G. Baldwin, 1999  (1 sp.)
- Centromadia Greene, 1897  (4 spp.)
- Deinandra Greene, 1897  (21 spp. )
- Dubautia Gaudich, 1830  (24 spp.)
- Harmonia B.G. Baldwin, 1999  (5 spp.)
- Hemizonella  (A. Gray) A. Gray, 1874 (1 sp.)
- Hemizonia  DC., 1836 (1 sp.)
- Holocarpha Greene, 1897  (4 spp. )
- Holozonia  Greene, 1882  (1 sp. )
- Jensia B.G. Baldwin, 1999  (2 spp.)
- Kyhosia  B.G. Baldwin, 1999  (1 sp.)
- Lagophylla  Nutt., 1841  (4 spp.)
- Layia  Hook. & Arn. ex DC., 1838 (14 spp.)
- Madia  Molina, 1782  (10 spp.)
- Osmadenia  Nutt., 1841  (1 sp. )
- Raillardella  (A. Gray) Benth., 1873  (3 spp.)
- Wilkesia A. Gray, 1852  (2 spp.)

 Sottotribù Venegasiinae 
Comprende 1 genere e 1 specie:
- Venegasia DC, 1838  (1 sp.)

### Chiavi per le sottotribùi
Per comprendere meglio ed individuare le varie sottotribù della tribù, l'elenco seguente utilizza in parte il sistema delle chiavi analitiche (vengono cioè indicate solamente quelle caratteristiche utili a distingue un gruppo dall'altro)
- Gruppo 1A: le brattee dell'involucro in parte o del tutto racchiudono l'ovario dei fiori del raggio oppure il relativo achenio; il ricettacolo è del tutto o parzialmente provvisto di pagliette (nei capolini discoidi le pagliette sono indistinguibili dalle brattee dell'involucro); se i capolini sono discoidi le piante hanno un ciclo biologico annuale oppure sono rizomatose e perenni con un pappo formato da scaglie piumose, o subulate o lanceolate oppure le piante sono simili a specie legnose;

sottotribù Madiinae.
- Gruppo 1B: le brattee dell'involucro non racchiudono l'ovario dei fiori del raggio oppure il relativo achenio; il ricettacolo è privo di pagliette; se i capolini sono discoidi le piante hanno un ciclo biologico annuale oppure sono rizomatose e perenni con un pappo formato da setole (talvolta piumose) oppure da scaglie non piumose;

- Gruppo 2A: la disposizione delle foglie lungo il caule è opposta; il pappo è formato da setole persistenti oppure, se è assente, i fiori del disco sono funzionalmente maschili e le corolle dei fiori del raggio sono persistenti;

sottotribù Arnicinae.
- Gruppo 2B:  la disposizione delle foglie lungo il caule è sia opposta che alternata, talvolta sono raccolte in rosette basali; il pappo è barbato, oppure formato da scaglie o da setole decidue, se assente, i fiori del disco sono bisessuali e le corolle dei fiori del raggio sono caduche.

- Gruppo 3A: il portamento delle piante è arbustivo o subarbustivo; le foglie sono distintamente picciolate con lamine intere o grossolanamente dentate; le brattee dell'involucro sono disposte su 3 - 4 o più serie, quelle esterne (1 o 2) spesso hanno le brattee riflesse; il pappo è assente;

sottotribù Venegasiinae.
- Gruppo 3B:  il portamento delle piante è erbaceo, oppure appena subarbustivo o arbustivo; le foglie sono sessili oppure hanno dei piccioli alati con lamine intere, dentate, lobate oppure divise; le brattee dell'involucro sono disposte su 1 - 3 serie, sono normalmente erette qualche volta quelle esterne sono riflesse; il pappo è presente o assente;

sottotribù Baeriinae: le brattee dell'involucro sono disposte su 1 - 2 serie; l'endotecio delle antere è formato per lo più da celle quadrate con 2 - 4 ispessimenti polari; i bracci dello stilo sono piatti; gli acheni normalmente non sono compressi e non sono cigliati.
sottotribù Hulseinae: le brattee dell'involucro sono disposte su 2 - 3 serie; l'endotecio delle antere è formato da celle fusiformi con 1 ispessimento polare; i bracci dello stilo sono da cucullati (a forma di cappuccio) a canalicolati (con canale); gli acheni sono compressi e densamente cigliati lungo i bordi.

## Distribuzione
La maggior parte delle specie delle Madieae è distribuita nella parte nord-occidentale del Nuovo Mondo, dal Canada sud occidentale al Messico nord-occidentale (Baja California). Ha quindi un centro di maggiore biodiversità sul versante nord-occidentale del Nuovo Mondo. Tre generi (Argyroxiphium, Dubautia e Wilkesia) sono endemici delle isole Hawaii  e quattro specie (Amblyopappus pusillus, Lasthenia kunthii, Madia chilensis e Madia sativa) sono presenti in Sud America. Alcune specie del genere Arnica hanno una distribuzione eurasiatica, tra cui Arnica montana presente in Italia.
| Sottotribù   | Distribuzione                                          |
| ------------ | ------------------------------------------------------ |
| Arnicinae    | Cosmopolita (soprattutto nell'emisfero settentrionale) |
| Baeriinae    | USA e Messico                                          |
| Hulseinae    | USA occidentali e Messico settentrionale               |
| Madiinae     | USA e Messico e in parte Sud America e Isole Hawaii    |
| Venegasiinae | California e Messico (settentrionale/occidentale)      |

## Alcune specie

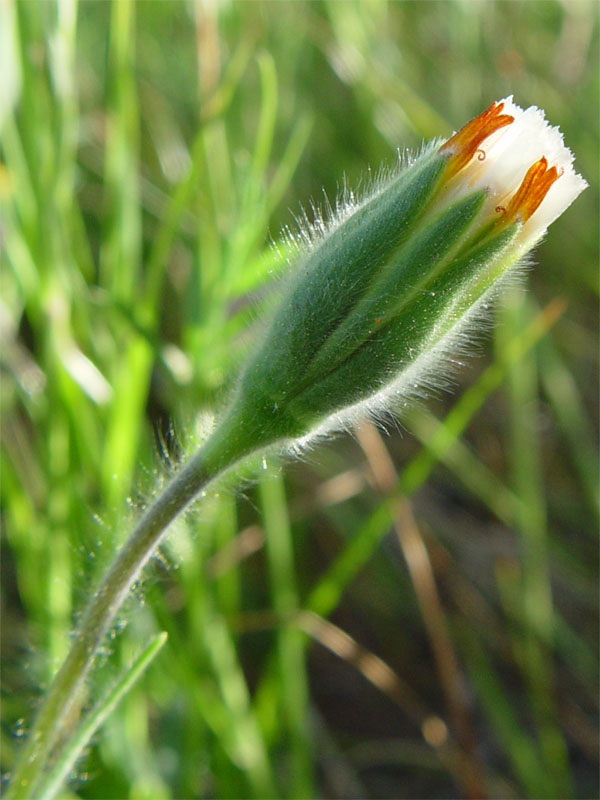
Achyrachaena mollis
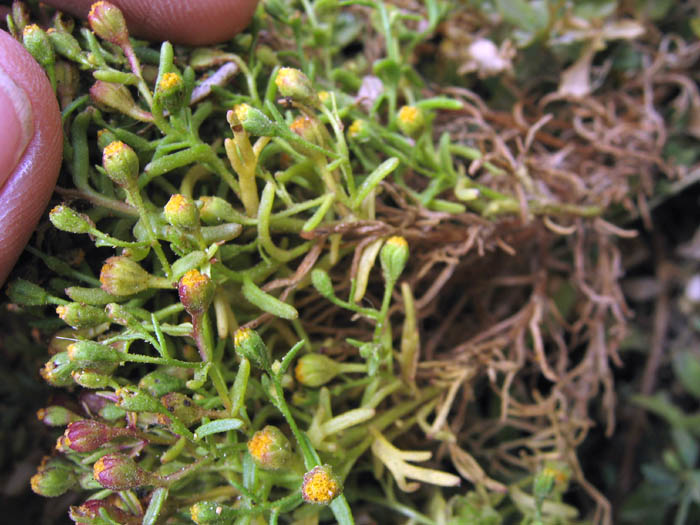
Amblyopappus pusillus
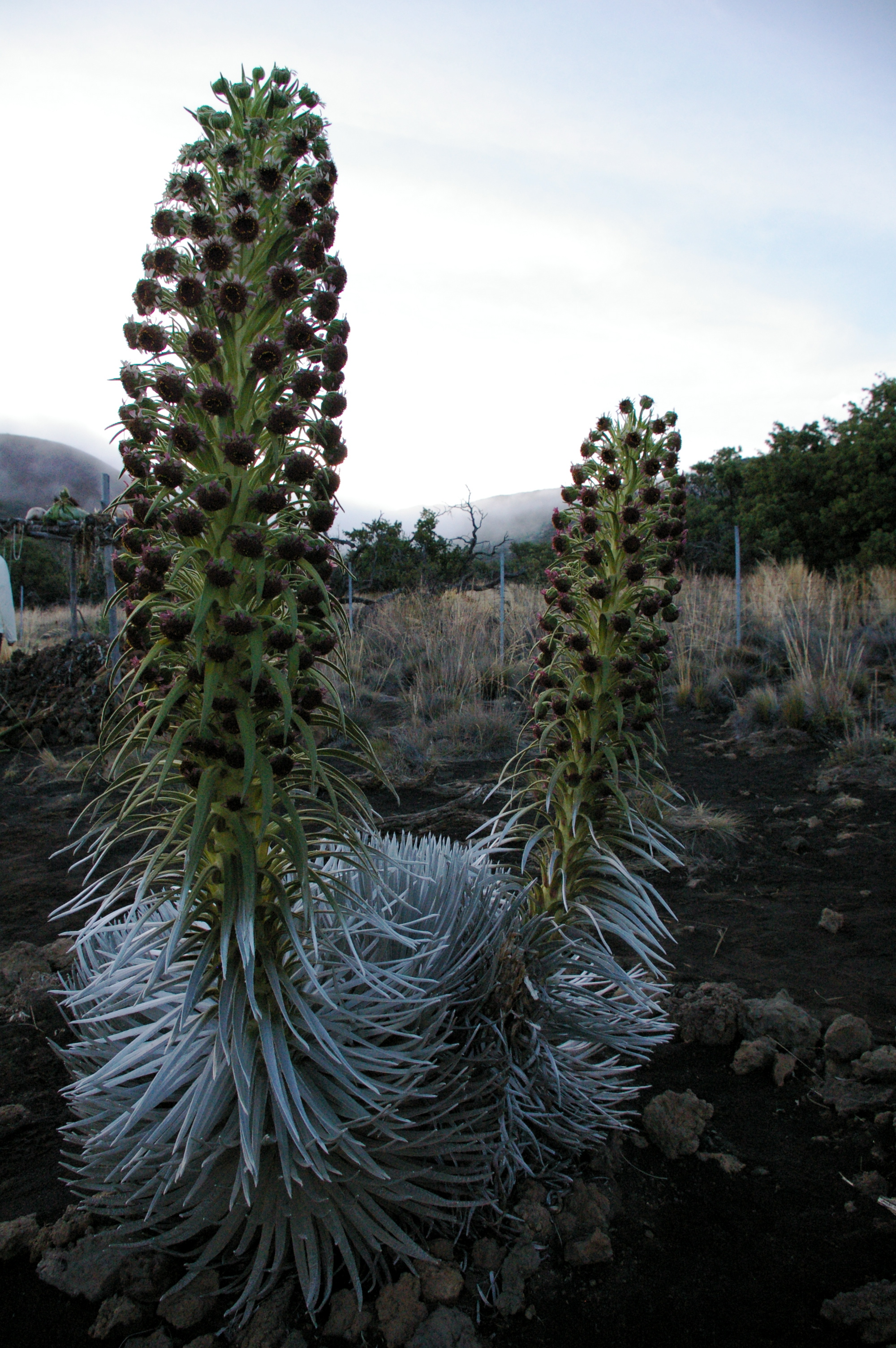
Argyroxiphium sandwicense
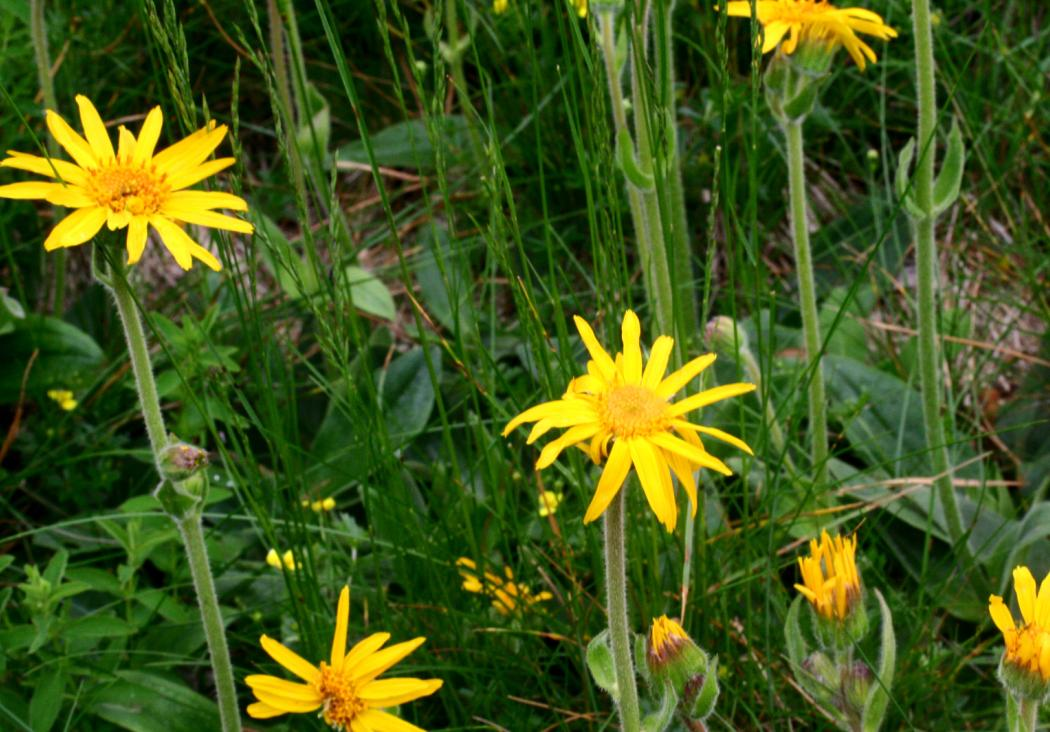
Arnica montana
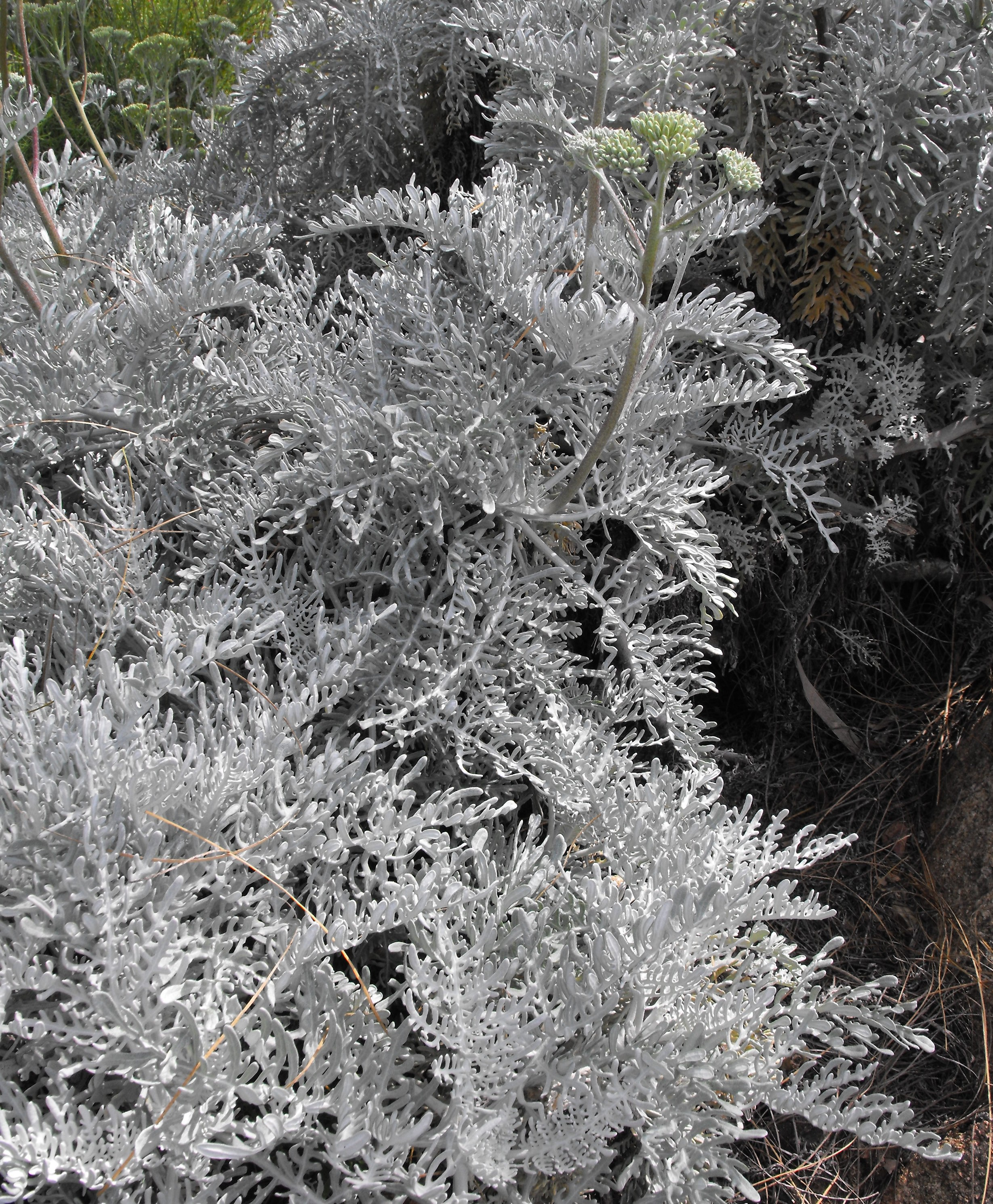
Constancea nevinii
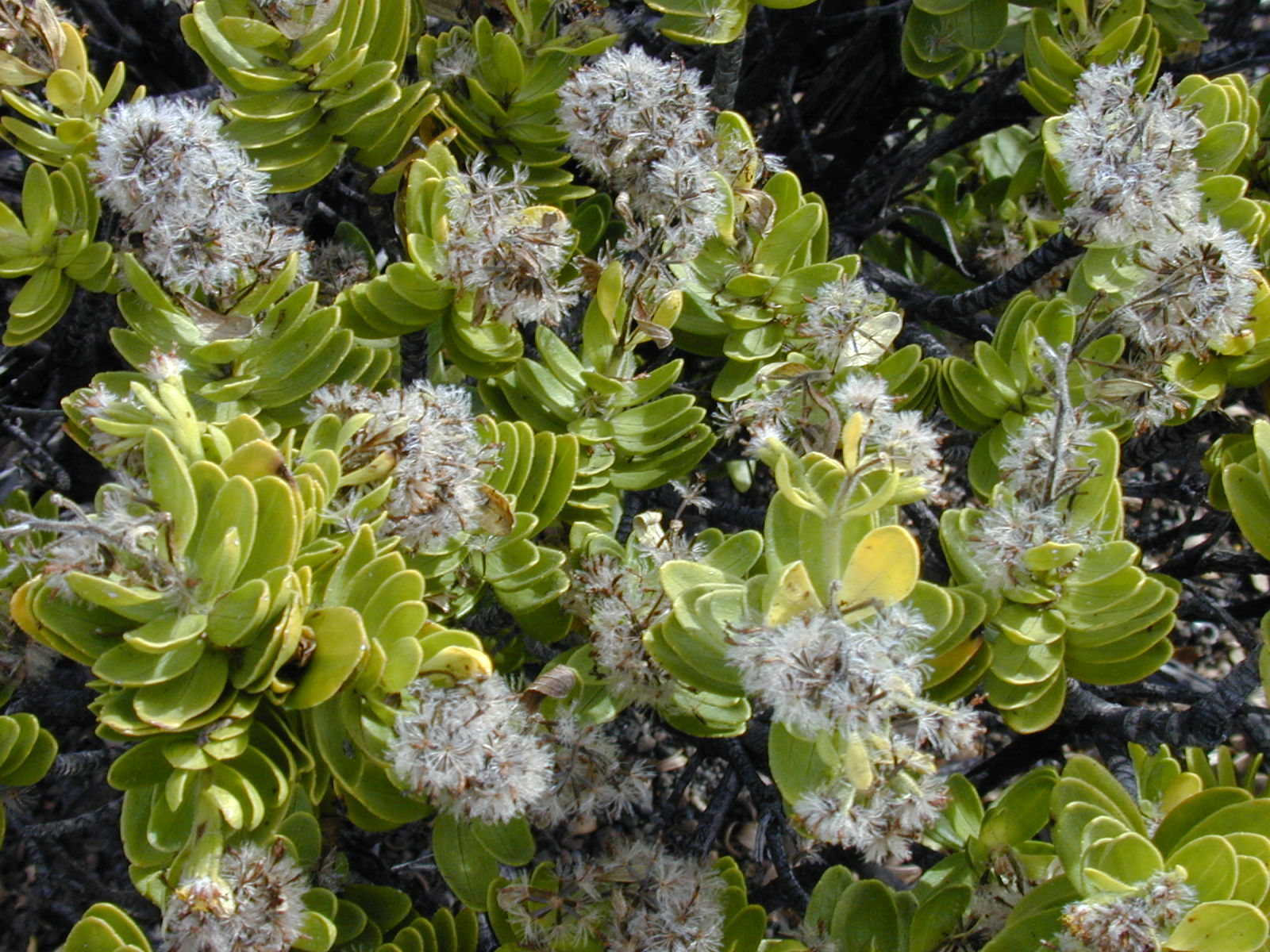
Dubautia menziesii
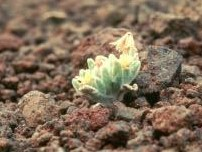
Eatonella nivea
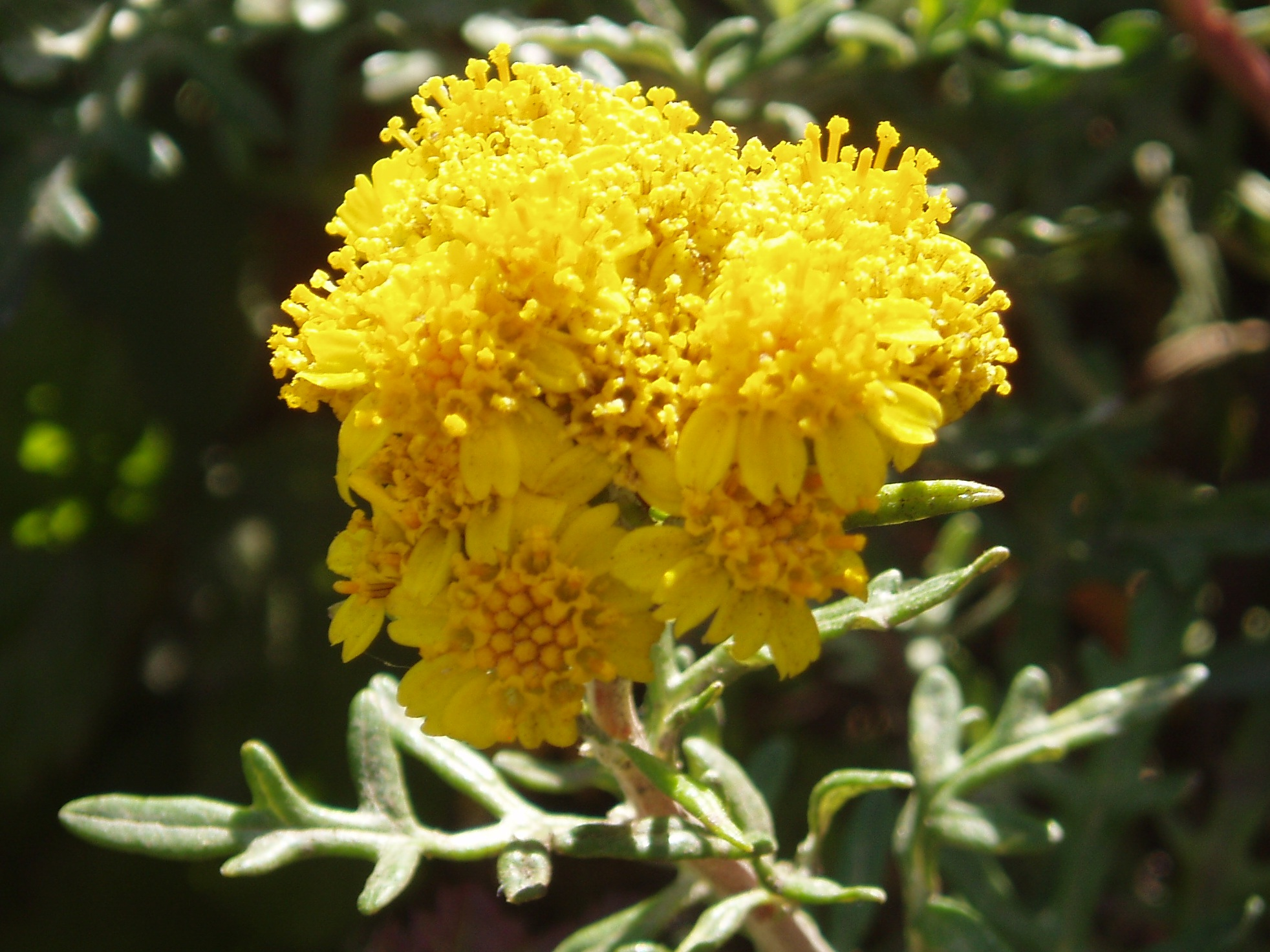
Eriophyllum stoechadifolium
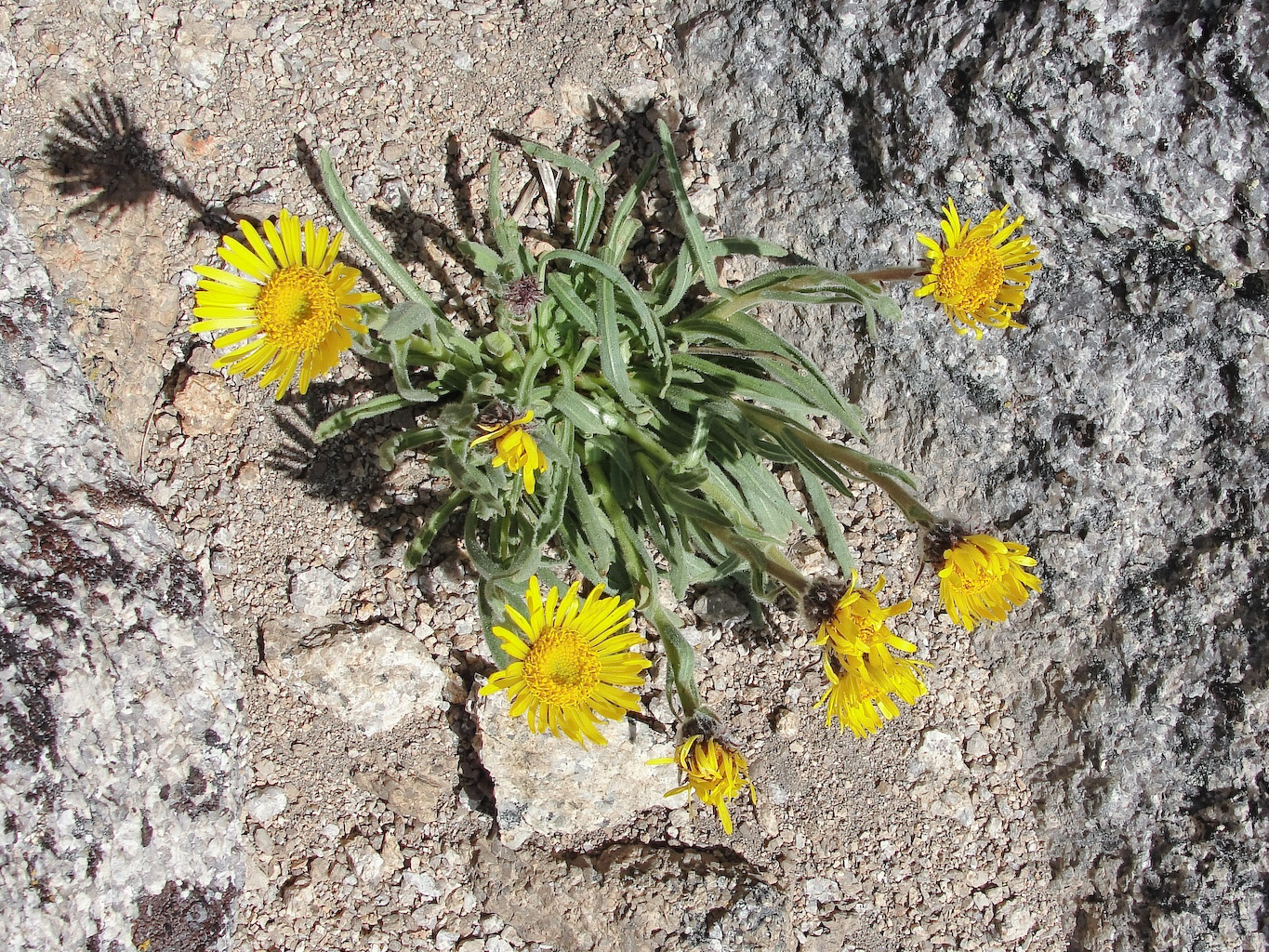
Hulsea algida
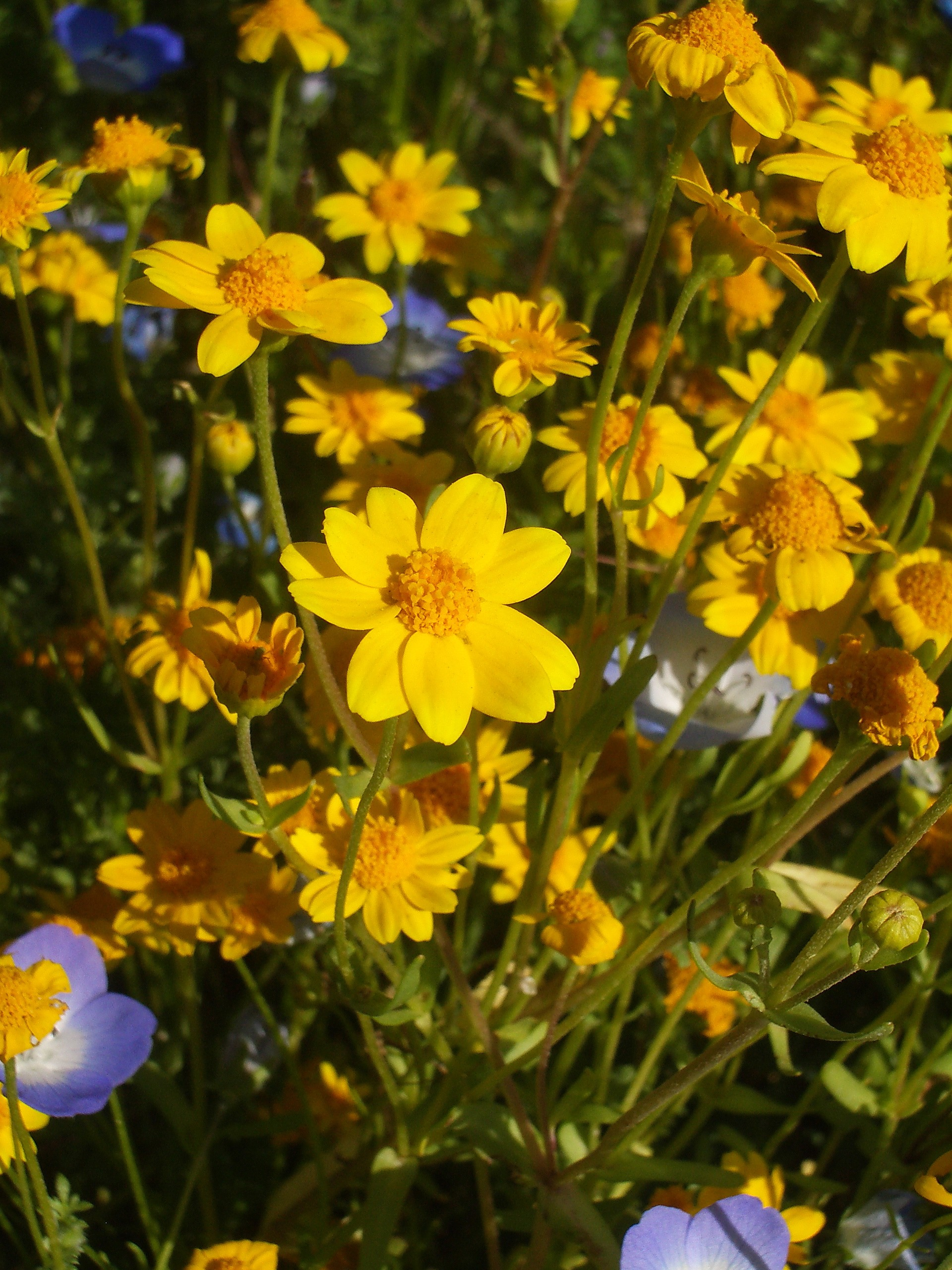
Lasthenia glabrata
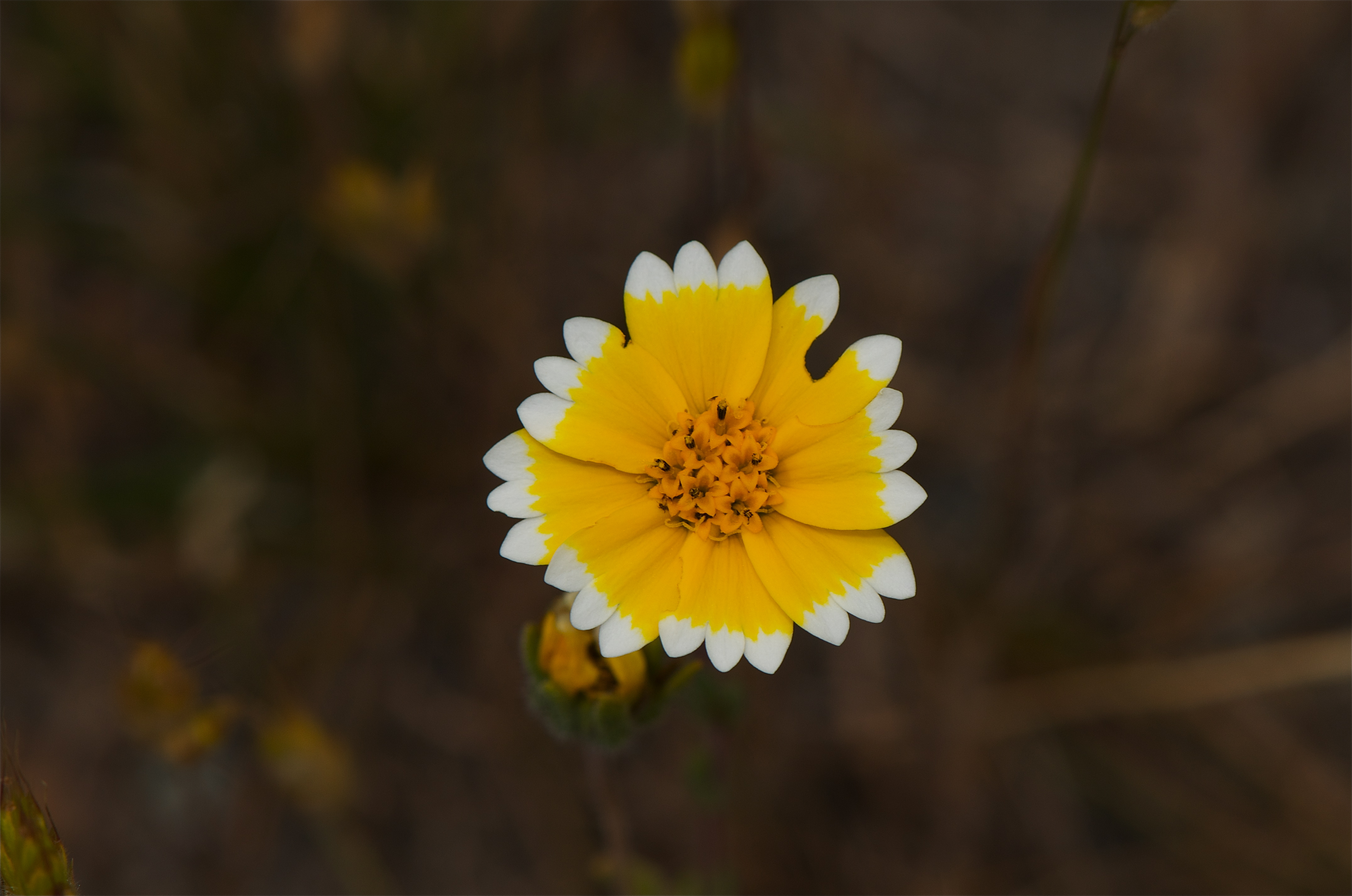
Layia chrysanthemoides
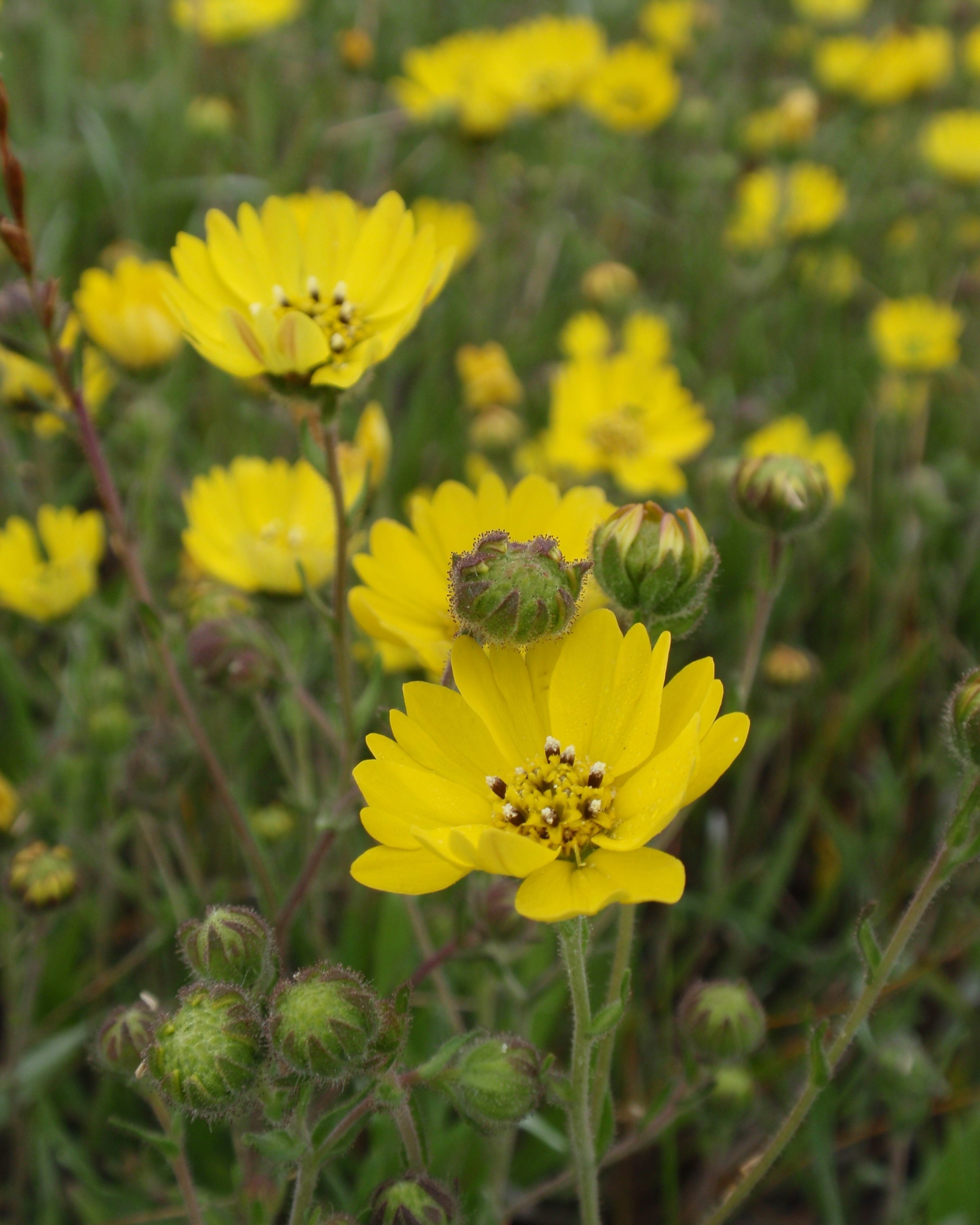
Madia sativa
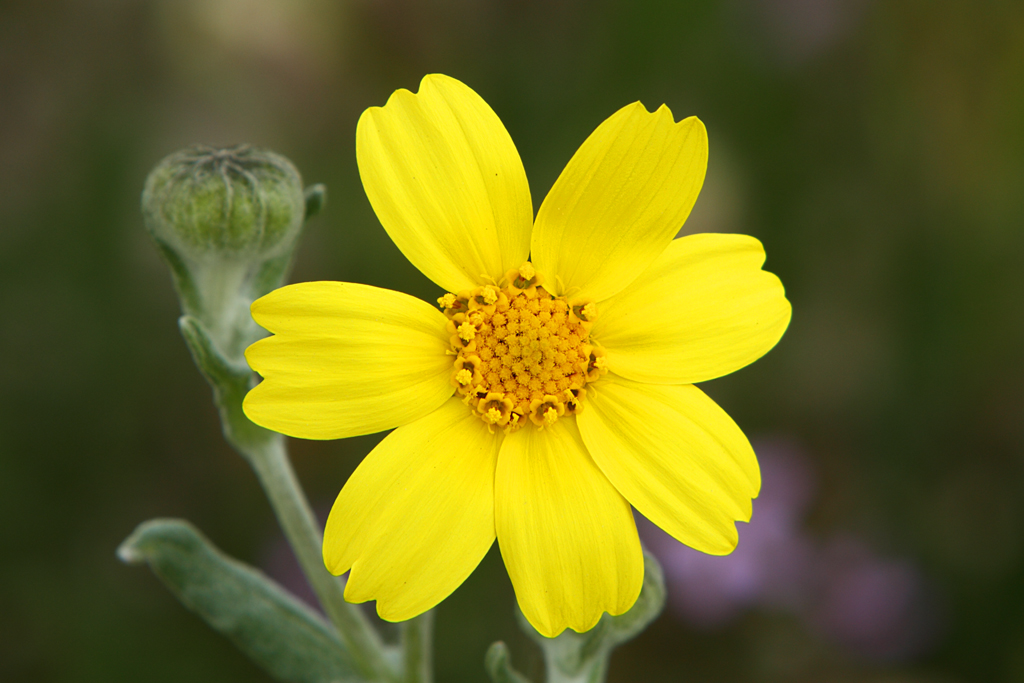
Monolopia lanceolata
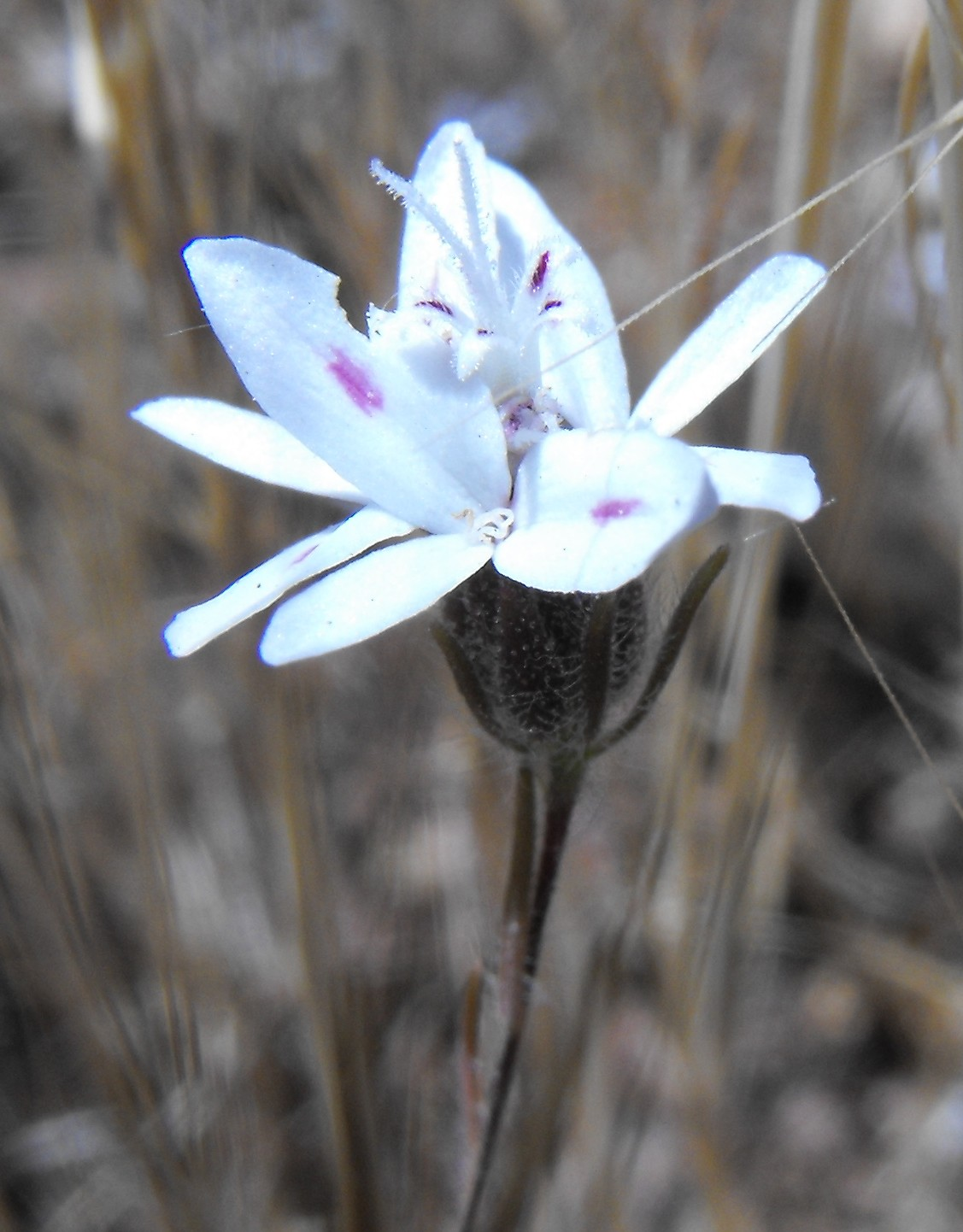
Osmadenia tenella
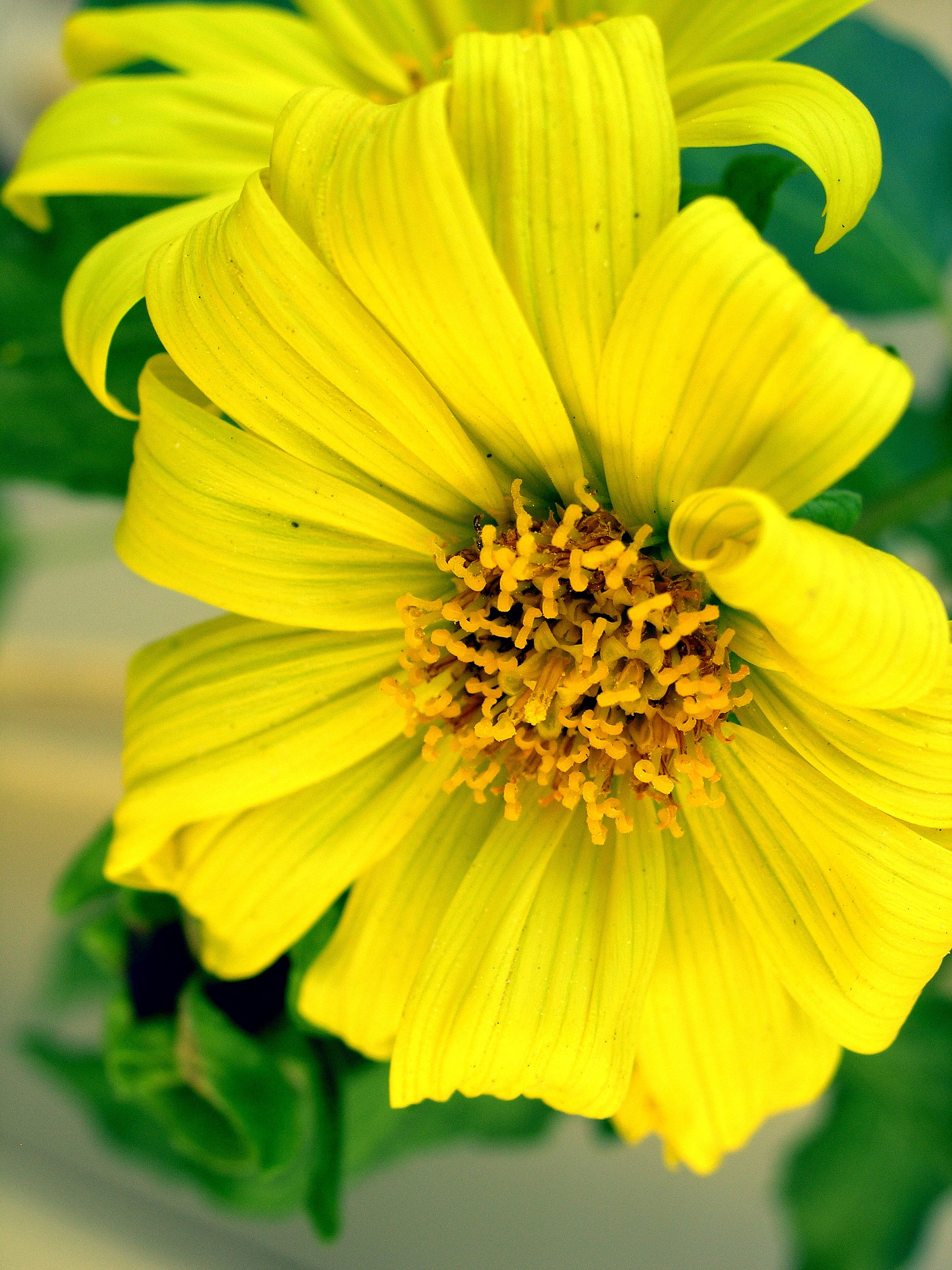
Venegasia carpesioides
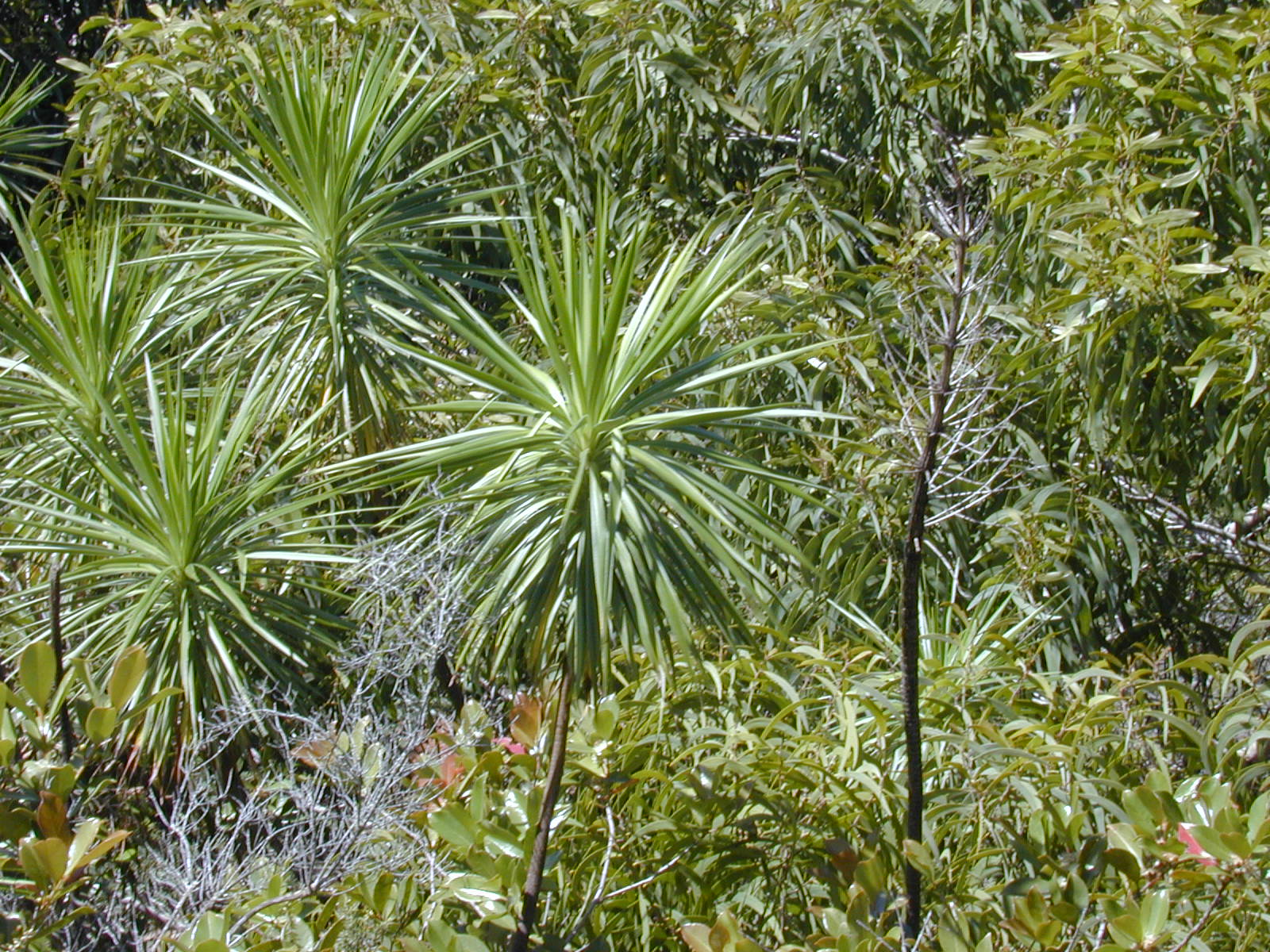
Wilkesia gymnoxiphium